# Mistrovství Jižní Ameriky v plážovém fotbale 2018
Mistrovství Jižní Ameriky v plážovém fotbale 2018 bylo 2. ročníkem Copy Américy v plážovém fotbale, které se konalo v peruánské provincii Cañete, v období od 3. do 10. března 2018. Účastnilo se ho 10 týmů, které byly rozděleny do 2 skupin po 5 týmech. Ze skupiny postoupily do finále první a druhý celek. Ostatní týmy čekali boje o umístění. Titul podruhé za sebou získala Brazílie, která porazila ve finále Paraguay 7:3.

## Stadion
Mistrovství se odehrálo na jednom stadionu v jednom hostitelském městě: Boulevard de Asia (Cañete).
| Cañete            |
| ----------------- |
| Boulevard de Asia |
| Kapacita: 1000    |

### Skupinová fáze
| Vysvětlivky                                          |
| ---------------------------------------------------- |
| Týmy na prvních dvou místech postupují do semifinále |
| Zápasy o umístění                                    |
| Vítěz zápasu je tučně zvýrazněn                      |

Čas každého zápasu je uveden v lokálním čase.

#### Skupina A
| Tým       | Z | V | R | P | VG | IG | +/− | B |
| --------- | - | - | - | - | -- | -- | --- | - |
| Uruguay   | 4 | 2 | 1 | 1 | 16 | 14 | +2  | 7 |
| Ekvádor   | 4 | 2 | 0 | 2 | 25 | 18 | +7  | 6 |
| Bolívie   | 4 | 1 | 1 | 2 | 24 | 23 | +1  | 4 |
| Peru      | 4 | 1 | 0 | 3 | 23 | 22 | +1  | 3 |
| Venezuela | 4 | 1 | 0 | 3 | 13 | 24 | −11 | 3 |

| 3. března 2018 18:15                     |        |                 |                           |
| Uruguay                                  | 3 : 1  | Venezuela       | Boulevard de Asia, Cañete |
| Gaston Laduche 3', 15' Gonzalo Cazet 28' | Report | Winder Muñoz 2' | Boulevard de Asia, Cañete |

| 3. března 2018 20:45                                                                                     |               | |                           |
| Peru | 7 : 8 (prod.) | Bolívie | Boulevard de Asia, Cañete |
| Billiardo Velezmoro 3', 21', 36' Alex Valera 6' Juan Cominges 9', 11' (pen.) Socrates Vidal Moscosco 17' | Report        | Ivan Eduardo Huanca 6' Dimas Garzon 7' José Omar Poiqui 7' Ivan Eduardo Castedo 11' Jesus José Gutierrez 29' Mauricio Eiffel 30', 35', 37' (pen.) | Boulevard de Asia, Cañete |

| 4. března 16:15      |        | |                           |
| Uruguay              | 2 : 5  | Bolívie | Boulevard de Asia, Cañete |
| Nico 11', 16' (pen.) | Report | Mauricio Eiffel 1' Luis Alberto Quinta Acuña 12' (vl.) Ivan Eduardo Castedo 26' Dimas Garzón 31' José Enrique Miranda 34' | Boulevard de Asia, Cañete |

| 4. března 2018 18:45                                        |        |                                                                                                 |                           |
| Peru                                                        | 4 : 4  | Ekvádor                                                                                         | Boulevard de Asia, Cañete |
| Billiardo Velezmoro 29', 39' Andy Reyes 29' Alex Valera 31' | Report | Michael Loor 7' Christian Eduardo Gallego 9' Luther Villigua Cedeño 31' Luis Delgado Bailon 37' | Boulevard de Asia, Cañete |

|                                                             |       | Penaltový rozstřel                                                                    |  |
| Juan Cominges Andy Reyes Socrates Vidal Moscoso Alex Valera | 3 : 4 | Michael Loor Christian Eduardo Gallego Cedeño Luis Delgado Bailon Daniel Enrique Leon |  |

| 5. března 2018 16:15                                                                                 |        |                                                                              |                           |
| Venezuela                                                                                            | 6 : 4  | Bolívie                                                                      | Boulevard de Asia, Cañete |
| José Semprun 2', 22' Anderson Ramos 10' Alexander Millan 12' Peter Rodriguez 21' Engelbert Prado 26' | Report | Mauricio Eiffel 3' José Enrique Miranda 27' (pen.), 30' Carlos Gutiérrez 27' | Boulevard de Asia, Cañete |

| 5. března 2018 18:45                                                                       |        |                                                        |                           |
| Ekvádor                                                                                    | 4 : 4  | Uruguay                                                | Boulevard de Asia, Cañete |
| Michael Loor 4' Daniel Enrique Cedeño 22' Luis Delgado Bailon 24' Hugo Andres Cevallos 38' | Report | Laens 16', 39' (pen.) Luis Alberto Quinta 22' Nico 33' | Boulevard de Asia, Cañete |

|                                                             |       | Penaltový rozstřel |  |
| Michael Loor Christian Eduardo Gallegos Luis Delgado Bailon | 1 : 2 | Nico Laduche       |  |

| 6. března 2018 16:15                                                                                                 |        |                                                |                           |
| Ekvádor | 9 : 3  | Venezuela                                      | Boulevard de Asia, Cañete |
| Daniel Enrique Cedeño 10', 17', 28' Michael Loor 14', 15' Luis Delgado Bailon 18', 32', 34' Hugo Andres Cevallos 33' | Report | Engelbert Prado 8' Alejandro Vaamonde 14', 31' | Boulevard de Asia, Cañete |

| 6. března 2018 18:45                               |        | |                           |
| Peru                                               | 4 : 7  | Uruguay                                                                                             | Boulevard de Asia, Cañete |
| Billiardo Velezmoro 7', 14' Juan Cominges 21', 23' | Report | Santiago Miranda 7', 15', 17' Luis Alberto Quinta 22' Andres Laens 24', 30' Rodolfo Salas 27' (vl.) | Boulevard de Asia, Cañete |

| 7. března 2018 16:15                                                   |               | |                           |
| Ekvádor                                                                | 8 : 7 (prod.) | Bolívie                                                                                                | Boulevard de Asia, Cañete |
| Daniel Enrique Cedeño 6', 17', 23', 28', 36' 39' Michael Loor 28', 35' | Report        | Ivan Eduardo Castedo 6', 18' (pen.), 18' Dimas Garzón 17', 32' José Rocha 30' Jesus José Gutiérrez 33' | Boulevard de Asia, Cañete |

| 7. března 2018 18:45                                                              |        |                                                      |                           |
| Peru                                                                              | 8 : 3  | Venezuela                                            | Boulevard de Asia, Cañete |
| Billiardo Velezmoro 5', 20', 21' (pen.), 24', 29' 34' Alex Valera 12' Paulino 29' | Report | José Semprun 3' Winder Muñoz 11' Engelbert Prado 15' | Boulevard de Asia, Cañete |

#### Skupina B
| Tým       | Z | V | R | P | VG | IG | +/− | B  |
| --------- | - | - | - | - | -- | -- | --- | -- |
| Brazílie  | 4 | 4 | 0 | 0 | 34 | 9  | +25 | 12 |
| Paraguay  | 4 | 2 | 1 | 1 | 29 | 22 | +7  | 7  |
| Argentina | 4 | 2 | 0 | 2 | 13 | 17 | −4  | 6  |
| Chile     | 4 | 1 | 0 | 3 | 13 | 34 | −21 | 3  |
| Kolumbie  | 4 | 0 | 0 | 4 | 14 | 21 | −7  | 0  |

| 3. března 2018 17:00                                                                 |        |                                                          |                           |
| Brazílie                                                                             | 7 : 2  | Kolumbie                                                 | Boulevard de Asia, Cañete |
| Felipe 1' Lucao 6' Datinha 20' Nelito 21' Rafinha 27' (pen.) Rodrigo 29' Antonio 36' | Report | Kevin Esteban Ortega Zuluaga 5' Miguel Angel Morilla 24' | Boulevard de Asia, Cañete |

| 3. března 2018 19:30                                                                                                |        |                  |                           |
| Paraguay | 10 : 1 | Chile            | Boulevard de Asia, Cañete |
| Pedro Morán 4', 16' Carlos Benitez 5' Luis Ojeda 7', 14', 31' Edgar Barreto 14', 24', 32' Saul Rolando Gonzalez 17' | Report | Mauro Abarca 33' | Boulevard de Asia, Cañete |

| 4. března 2018 15:00                                 |        |           |                           |
| Brazílie                                             | 4 : 0  | Argentina | Boulevard de Asia, Cañete |
| Felipe 15' Fernando Luis 16' Zé Lucas 24' Nelito 25' | Report |           | Boulevard de Asia, Cañete |

| 4. března 2018 17:30                                                     |        |                                                                                      |                           |
| Kolumbie                                                                 | 5 : 6  | Chile                                                                                | Boulevard de Asia, Cañete |
| Oscar Hurtado 18' Edward David Bonilla 22', 27', 32' Sánchez Escobar 30' | Report | Fabian Cabezas 3', 18', 33' Sebastian Salas Vega 24', 36' Victor Manuel Belaunde 27' | Boulevard de Asia, Cañete |

| 5. března 2018 15:00                                                                                               |        | |                           |
| Argentina | 6 : 5  | Chile | Boulevard de Asia, Cañete |
| Lautaro Benaducci 9', 28' Federico Hilaire 19' Leandro Marino 34' Lucas Medero 25' Maximiliano Ponzetti 34' (pen.) | Report | Sebastian Salas Vega Kevin Flores 17' Juan Roberto Barrasa Barraza 25' Victor Manuel Belaunde 28' Fabian Cabezas 29' | Boulevard de Asia, Cañete |

| 5. března 2018 17:30                                                                 |        | |                           |
| Paraguay                                                                             | 6 : 6  | Kolumbie                                                                                              | Boulevard de Asia, Cañete |
| Edgar Barreto 7' Luis Ojeda 10', 32' Pedro Morán 15' (pen.), 36' Carlos Carballo 28' | Report | Sergio Gonzalez Villaverde 3' (vl.) Oscar Hurtado 15', 22', 26', 29' Kevin Esteban Ortega Zuluaga 20' | Boulevard de Asia, Cañete |

|                                                             |       | Penaltový rozstřel                                                        |  |
| Carlos Carballo Orlando Zayas Pedro Morán Amado Jesus Rolón | 4 : 3 | Edward David Bonilla Edwin Rojas Carlos Alberto Mejía José Arzuza Fonseca |  |

| 6. března 2018 15:00                                                                                 |        |                  |                           |
| Brazílie                                                                                             | 13 : 1 | Chile            | Boulevard de Asia, Cañete |
| Rodrigo 6', 17', 31' Nelito 16', 22', 30' Zé Lucas 19', 27' Datinha 25', 32' Felipe 25', 27' Mao 35' | Report | Daniel Durán 27' | Boulevard de Asia, Cañete |

| 6. března 2018 17:30                                                                         |        | |                           |
| Argentina                                                                                    | 5 : 7  | Paraguay                                                                                                 | Boulevard de Asia, Cañete |
| Emiliano Cardozo 1' Federico Hilaire 12', 27' Axel Rutterschmidt 22' Emiliano Holmedilla 25' | Report | Pedro Morán 1' (pen.), 30' Sergio Gonzalez Villaverde 5', 23' Carlos Carballo 14', 28' Orlando Zayas 27' | Boulevard de Asia, Cañete |

| 7. března 2018 15:00                                                                |        |                                                                                             |                           |
| Brazílie                                                                            | 10 : 6 | Paraguay                                                                                    | Boulevard de Asia, Cañete |
| Felipe 3' Rodrigo 6', 11', 19', 27', 33' Nelito 7' (pen.), 15' Fernando Luis 7', 9' | Report | Carlos Carballo 4' Pedro Morán 5', 6', 14' Sergio Gonzalez Villaverde 20' Orlando Zayas 23' | Boulevard de Asia, Cañete |

| 7. března 2018 17:30                     |        |                   |                           |
| Argentina                                | 2 : 1  | Kolumbie          | Boulevard de Asia, Cañete |
| Emiliano Holmedilla 26' Lucas Medero 28' | Report | Oscar Hurtado 28' | Boulevard de Asia, Cañete |

#### O 9. místo
| 8. března 2018 15:00                                                             |        |                                                                                   |                           |
| Venezuela                                                                        | 4 : 4  | Kolumbie                                                                          | Boulevard de Asia, Cañete |
| Guillermo Iriarte 5' Alejandro Vaamonde 10' Peter Rodríguez 14' Winder Muñoz 22' | Report | Edward David Bonilla 1' Edwin Rojas 8' Kevin Mauricio Henao 19' Oscar Hurtado 22' | Boulevard de Asia, Cañete |

|                                           |       | Penaltový rozstřel                                    |  |
| José Semprún Winder Muñoz Peter Rodríguez | 1 : 2 | Edward David Bonilla Kevin Mauricio Henao Edwin Rojas |  |

#### O 7. místo
| 8. března 2018 16:15                                    |        |                                                   |                           |
| Peru                                                    | 4 : 4  | Chile                                             | Boulevard de Asia, Cañete |
| Alex Valera 6' (pen.) Billiardo Velezmoro 35', 36', 39' | Report | Sebastian Salas Vega 1', 1', 25' Daniel Durán 39' | Boulevard de Asia, Cañete |

|                                                     |       | Penaltový rozstřel                             |  |
| Andy Vladimir Reyes Alex Valera Billiardo Velezmoro | 2 : 1 | Juan Roberto Barraza Kevin Flores Daniel Durán |  |

#### O 5. místo
| 8. března 2018 17:30    |        | |                           |
| Bolívie                 | 2 : 5  | Argentina                                                                                                | Boulevard de Asia, Cañete |
| Mauricio Eiffel 6', 35' | Report | Lautaro Benaducci 6' Federico Hilaire 11' Lucas Medero 16' Maximiliano Ponzetti 23' Emiliano Cardozo 31' | Boulevard de Asia, Cañete |

## Vyřazovací fáze
|  | Semifinále | Semifinále | Semifinále |  |  | Finále      | Finále      | Finále      |
|  |            |            |            |  |  |             |             |             |
|  |            | Brazílie   | 6          |  |  |             |             |             |
|  |            | Ekvádor    | 2          |  |  |             |             |             |
|  |            |            |            |  |  |             | Brazílie    | 7           |
|  |            |            |            |  |  |             | Paraguay    | 3           |
|  |            | Uruguay    | 3          |  |  |             |             |             |
|  |            | Paraguay   | 11         |  |  | Třetí místo | Třetí místo | Třetí místo |
|  |            |            |            |  |  |             | Uruguay     | 7           |
|  |            |            |            |  |  |             | Ekvádor     | 4           |

#### Semifinále
| 9. března 2018 19:00                                             |        |                                |                           |
| Brazílie                                                         | 6 : 2  | Ekvádor                        | Boulevard de Asia, Cañete |
| Datinha 1' Felipe 2', 3' Nelito 4' Fernando Luis 19' Antonio 29' | Report | Daniel Enrique Cedeño 29', 31' | Boulevard de Asia, Cañete |

| 9. března 2018 20:15                                    |        | |                           |
| Uruguay                                                 | 3 : 11 | Paraguay | Boulevard de Asia, Cañete |
| Marcelo Capurro 31' Gaston Laduche 32' Andres Laens 35' | Report | Saul Rolando González 1', 18' Pedro Morán 10' Carlos Carballo 10' (pen.), 31', 33' Carlos Benítez 13', 21', 36' Luis Ojeda 17' Amado Jesus Rolón 31' | Boulevard de Asia, Cañete |

#### O 3 . místo
| 10. března 2018 19:00                                       |        |                                                                                            |                           |
| Ekvádor                                                     | 4 : 7  | Uruguay                                                                                    | Boulevard de Asia, Cañete |
| Daniel Enrique Cedeño 10', 16', 23' Luis Delgado Bailon 33' | Report | Andres Laens 6', 13', 28' Gaston Laduche 16', 17' Joaquin Martínez 33' Marcelo Capurro 36' | Boulevard de Asia, Cañete |

#### Finále
| 10. března 2018 20:15                                       |        |                                                                   |                           |
| Brazílie                                                    | 7 : 3  | Paraguay                                                          | Boulevard de Asia, Cañete |
| Felipe 1', 36' Rodrigo 6', 19', 34' Rafinha 16' Antonio 35' | Report | Pedro Morán 6' (pen.) Saul Rolando González 22' Orlando Zayas 25' | Boulevard de Asia, Cañete |